# Mông Kha
Đại hãn Mông Kha (tiếng Mông Cổ:  Мөнх хаан (Mönkh khaan), còn gọi là Mông Ca (theo tiếng Trung: 蒙哥); sinh khoảng năm 1208 và mất năm 1259). Ông là đại hãn thứ tư của đế quốc Mông Cổ từ năm 1251 tới năm 1259. Là con trai trưởng của Đà Lôi và Sorghaghtani Beki, anh trai của Hốt Tất Liệt và Húc Liệt Ngột, cháu nội của Thành Cát Tư Hãn và là con nuôi của Oa Khoát Đài. Sau được nhà Nguyên truy phong là Nguyên Hiến Tông (元憲宗).
Triều đại của Mông Kha đáng chú ý vì các chiến dịch ở Châu Âu giai đoạn 1236-1242, tiêu diệt Kypchak và Maghas, phá hủy Kiev và tấn công Hungary. Mùa hè năm 1241, trước khi kết thúc chiến dịch này thì Mông Kha trở về Mông Cổ.
Sau khi đại hãn thứ ba là Quý Do chết, Mông Kha là người đứng đầu trong số các vây cánh của các hậu duệ của Thành Cát Tư Hãn muốn thay thế nhánh đang cầm quyền là hậu duệ của Oa Khoát Đài. Hãn Bạt Đô, thuộc dòng trưởng của gia đình này, gần như đã gây chiến với Quý Do năm 1248, nhưng cái chết sớm của vị đại hãn đã ngăn không cho chuyện này xảy ra. Bạt Đô tham gia cùng lực lượng của người vợ góa của Đà Lôi nhằm loại bỏ vị nhiếp chính Oghul Ghaimish, vợ góa của Quý Do. Bạt Đô kêu gọi tổ chức kurultai (hội nghị các hãn) tại Siberi năm 1250 nhưng bị phản đối do nó không được coi là Mông Cổ đích thực. Tuy nhiên, Bạt Đô đã lờ đi sự phản đối và gửi người em là Berke tới hội nghị kurultai tại Mông Cổ, và bầu Mông Kha làm đại hãn năm 1251.
Nhận ra rằng đã bị loại bỏ, phe cánh của Oa Khoát Đài có ý định lật đổ Mông Kha với cớ vào triều để bày tỏ lòng trung thành, thần phục ông, nhưng âm mưu của họ bị lật tẩy và dễ dàng bị loại bỏ. Oghul Ghaimish bị buộc phải tự tử.
Mông Kha, trong vai trò của một đại hãn, dường như quan tâm nhiều hơn tới việc mở rộng vùng lãnh thổ mà ông đã được thừa hưởng bằng các cuộc chiến hơn là Quý Do đã làm. Năm 1253, ông cử em trai mình là Húc Liệt Ngột tới tây nam, một hành động nhằm mở rộng lãnh thổ của đế quốc Mông Cổ tới sát Ai Cập. Ông cũng quan tâm nhiều hơn tới cuộc chiến tại Trung Quốc, đánh vào sườn nhà Nam Tống thông qua việc xâm lăng Đại Lý năm 1254 và xâm lược Đại Việt năm 1257, nhằm mở đường tấn công nhà Tống từ cả ba phía bắc, tây và nam. Năm 1258, cùng Hốt Tất Liệt và đại tướng Ngột Lương Hợp Thai chia quân thành ba mũi tấn công Nam Tống. Trực tiếp chỉ huy trên mặt trận phía bắc trong những năm cuối thập niên đó, ông đã vây hãm và hạ nhiều thành trì dọc theo chiến tuyến này, khiến  công cuộc thôn tính toàn bộ Trung Quốc chỉ còn là vấn đề của thời gian. Cuộc xâm lăng tới châu Âu bị bỏ qua do các vùng phía tây này khi đó thực sự nằm dưới quyền chỉ huy của các hậu duệ của Truật Xích và Sát Hợp Đài, nhưng tình hữu nghị giữa Mông Kha với Bạt Đô đảm bảo cho sự thống nhất của đế quốc.
Tuy nhiên, trong khi tiến hành cuộc chiến ở Trung Quốc tại thành Điếu Ngư (釣魚城, ngày nay thuộc quận Hợp Xuyên, Trùng Khánh) thì Mông Kha lại chết gần khu vực đang vây hãm đó vào ngày 11 tháng 8 năm 1259 (27 tháng 7 âm lịch). Có một vài giả thuyết về cái chết của ông. Một trong số đó cho rằng ông chết do trúng tên của đối phương khi đang vây hãm. Các giả thuyết khác cho rằng ông chết vì bệnh lỵ hoặc bệnh tả. Trong bất kỳ trường hợp nào thì cái chết của ông đều buộc Húc Liệt Ngột phải bỏ dở chiến dịch của mình tại Syria và Ai Cập, cũng như đã gây ra cuộc nội chiến dẫn tới sự phá hủy khối thống nhất và sự vô địch của đế quốc Mông Cổ.
Trong kế hoạch đánh Nam Tống, mũi quân thứ tư của Mông Kha do Uriyangqatai chỉ huy đánh vào Đại Việt vào trong khoảng thời gian nửa tháng cuối tháng 1 năm 1258 (hay năm Nguyên Phong thứ 7). Cuộc chiến mở đầu với thất bại của quân Đại Việt trong trận Bình Lệ Nguyên, nhưng cuối cùng Đại Việt đã đại phá quân Mông Cổ trong trận Đông Bộ Đầu. Cuộc chiến này đã kết thúc với chiến thắng của nước Đại Việt, ghi dấu công lao của vua Trần Thái Tông trong việc lãnh đạo nhà Trần chiến đấu chống quân xâm lược.
Trong một số tài liệu, người ta cho rằng Mông Kha bị chết do một tảng đá rơi trúng đầu trong khi đang vây hãm thành Điếu Ngư, trong khi những tài liệu khác lại cho rằng Mông Kha chết là do bệnh tật hay bị tử thương. Nhà văn Trung Quốc nổi tiếng Kim Dung đã tiểu thuyết hóa cái chết của Mông Kha trong loạt truyện Xạ điêu tam bộ khúc (cuốn Thần điêu hiệp lữ năm 1959), trong đó miêu tả nhân vật chính là chàng trai sầu muộn vì tình tên là Dương Quá (楊過). Mông Kha cũng là vị đại hãn duy nhất của đế quốc Mông Cổ bị chết trong chiến trận.

## Gia quyến

### Cha mẹ
Cha : Đà Lôi
Mẹ : Toa Lỗ Hòa Thiếp Ni

### Thê thiếp
- Hốt Đô Đài Hoàng hậu (? - 1256) , Hoằng Cát Lạt thị , có cô mẫu là Chính cung Hoàng hậu Bột Nhi Thiếp của Thành Cát Tư Hãn. Chính cung Hoàng hậu của Mông Kha , Hốt Tất Liệt truy phong Trinh Tiết Hoàng hậu (贞节皇后).
- Dã Tốc Nhi Hoàng hậu , Hoằng Cát Lạt thị , em gái Hốt Đô Đài Hoàng hậu , sau khi Hốt Đô Đài Hoàng hậu băng thì trở thành Kế cung Hoàng hậu.
- Ngốc Thắc Mê Hoàng hậu , Oát Ngột Lập thị , Đệ nhị Hoàng hậu , con gái Hốt Đô Cáp Biệt Khất (忽都合别乞) của Ngõa Lạt bộ.
- Xuất Ti Hoàng hậu (? - 1259) , không rõ họ , Đệ tam Hoàng hậu;
- Hỏa Lý Sai Hoàng hậu , Hỏa Lỗ Thứ Tư thị , được Oa Khoát Đài gả cho Mông Kha làm thiếp.
- Minh Lý Hốt Đồ Lỗ Hoàng hậu , còn sống tới những năm Thái Định đế trị vì.
- Ngột Chân Quý phi , Ba Nha Ngột Dịch thị;
- Khuê Thiếp Ni Quý phi , Ngạch Lặc Chỉ Cân thị.

### Con cái

#### Hoàng tử
1. Ban Ngốc (班秃 , ? - 1258) , trưởng tử , mẹ là Hốt Đô Đài Hoàng hậu , không có con.
2. A Tốc Đài (速台) , mẹ là Khuê Thiếp Ni Quý phi.
3. Ngọc Long Đáp Thất (玉龙答失 , ? - 1270) , mẹ là Hốt Đô Đài Hoàng hậu. Sau ủng hộ Hốt Tất Liệt lên ngôi Đại hãn , được ban cai quản Vệ Huy lộ (衛輝路). Có hai con trai.
  1. Tát Lý Man (撒里蛮) , năm 1276 tạo phản , bắt cóc Bắc An vương Na Mộc Hãn - con trai thứ tư của Hốt Tất Liệt , xâm lược Karakorum thất bại , sau đầu hàng.
  2. Hoàn Trạch (完泽) , phong Vệ An vương (卫安王) rồi Ngụy vương.
4. Thác Lý Cát (昔里吉) , mẹ là Ngột Chân Quý phi. Sơ phong Hà Bình vương (河平王). Nổi dậy muốn giành ngôi Hoàng đế thất bại , năm 1282 bị bắt sống , lưu đày xuống phía nam.
5. Ban Ngốc (班秃 , ? - 1258) , chết yểu , không rõ có phải con trai Mông Kha hay không.

#### Hoàng nữ
1. Bá Nha Luân Công chúa , mẹ là Hốt Đô Đài Hoàng hậu. Hạ giá Hốt Linh (忽怜) - Thủ lĩnh của Diệc Khất Liệt bộ. Truy phong Xương quốc Đại trưởng công chúa.
2. Thất Lân Công chúa , mẹ là Ngốc Thắc Mê Hoàng hậu. Hạ giá Truật Chân Bách (术真伯) của Hoằng Cát Lạt bộ , sau công chúa mất thì tái giá với em ruột là Tất Thích Cáp Công chúa.
3. Tất Thích Cáp Công chúa , mẹ là Ngốc Thắc Mê Hoàng hậu.